# Пут Пећ—Митровица
Пут Пећ—Митровица је био пут Србије у средњем веку, продужетак Ибарског пута. Користио се искључиво за караване. Османске власти су га реконструисале пре Балканских ратова, али је због несигурности напуштен и није се користио. Српска влада је наставила реконструкцију овог пута углавном после 1919. године, а 1925. године је постао део 650 км дугог пута Београд–Котор, званог Јадран. Реконструисан 1928. године.